# Ольшевский, Марцелин Матвеевич
Марцели́н (Марциал) Матве́евич Ольше́вский (1796—1866) — генерал-лейтенант русской императорской армии, участник покорения Кавказа.

## Биография
Родился 26 апреля (7 мая) 1796 года.
По окончании курса в Дворянском полку в 1817 году в чине прапорщика был назначен в 48-й егерский полк, в котором прослужил 11 лет. В 1828 году Ольшевский был переведён с чином штабс-капитана в лейб-гвардии Волынский полк и затем состоял сначала адъютантом при начальнике 19-й пехотной дивизии, а потом старшим адъютантом при начальнике 14-й пехотной дивизии. В этой должности принимал участие в покорении Кавказа; за ряд отличий он получил несколько наград, в числе которых золотое оружие с надписью «За храбрость». В 1835 году был произведён в полковники с назначением для особых поручений при генерал-лейтенанте Вельяминове, командующем войсками на Кавказской линии, резиденцией которого был Ставрополь, а через три года был произведён в генерал-майоры.

От природы он имел хорошие умственные способности, на службе приобрел навык очень хорошего канцелярского чиновника, а в школе Вельяминова сделался очень недурным боевым офицером. Ольшевский был очень трудолюбив, и, кажется, искренне был предан Вельяминову (...) Личность и характер Ольшевского были очень несимпатичны. Говорят, будто Вельяминову однажды кто-то сказал о злоупотреблениях Ольшевского, и Вельяминов отвечал: «Докажи, дражайший, и тогда я его раздавлю; а если не можешь доказать, то я сплетней не желаю и слушать».
— Филипсон Г. И. Воспоминания (с 1809 по 1847 год). — М.: Кучково поле, 2019. — С. 135—136.
12 апреля 1839 года Ольшевский был назначен начальником 2-го отделения Черноморской береговой линии, а через год начальником левого фланга Кавказской линии. Затем в течение двух лет Ольшевский командовал 2-й бригадой 20-й пехотной дивизии и в это время получил ордена Св. Станислава 1-й степени и Св. Георгия 4-й степени (за выслугу лет; 3 декабря 1842 г., № 6696 по списку Григоровича — Степанова).
9 октября 1843 года Ольшевский был назначен гражданским губернатором Кавказа с местопребыванием в Ставрополе; однако через три года он уволился от этой должности по настоянию нового командующего войсками на Кавказской линии генерала Заводовского, который угрожал в противном случае уволить его сам.
Последнее назначение он получил 30 января 1848 года — комендантом в Бендеры и в этой должности оставался до самой своей смерти, причём 7 апреля 1855 года он был произведён в генерал-лейтенанты.
Скончался в Бендерах 4 (16) декабря 1866 года.